# Messestädte-Pokal 1960/61
Der 3. Messestädte-Pokal war der erste, der in einer einzigen Saison ausgespielt wurde, nämlich 1960/61. Birmingham City erreichte wie im vorigen Wettbewerb das Finale, verlor jedoch erneut, dieses Mal gegen AS Rom. Wieder wurden die meisten Städte von Vereinen anstatt von Stadtauswahlen vertreten. Torschützenkönig wurde Pedro Manfredini vom AS Rom mit zwölf Toren.
Bei unentschiedenem Spielstand nach Hin- und Rückspiel wurde ein Entscheidungsspiel durchgeführt.

## 1. Runde
|                             | Gesamt |                   | Hinspiel | Rückspiel |
| --------------------------- | ------ | ----------------- | -------- | --------- |
| Inter Mailand               | 14:30  | Hannover 96       | 8:2      | 6:1       |
| Leipzig                     | 6:6    | Belgrad           | 5:2      | 1:4       |
| Kjøbenhavns Boldklub        | 11:4   | Basel             | 8:1      | 3:3       |
| Birmingham City             | 5:3    | Újpest Budapest   | 3:2      | 2:1       |
| Zagreb                      | 4:5    | CF Barcelona      | 1:1      | 3:4       |
| Hibernian Edinburgh         | 1      | FC Lausanne-Sport |          |           |
| Olympique Lyon              | 3:4    | Köln              | 1:3      | 2:1       |
| Royale Union Saint-Gilloise | 1:4    | AS Rom            | 0:0      | 1:4       |

### Entscheidungsspiel
|         | Ergebnis |         |
| ------- | -------- | ------- |
| Leipzig | 0:2      | Belgrad |

## Viertelfinale
|                      | Gesamt |                     | Hinspiel | Rückspiel |
| -------------------- | ------ | ------------------- | -------- | --------- |
| Inter Mailand        | 5:1    | Belgrad             | 5:0      | 0:1       |
| Kjøbenhavns Boldklub | 4:9    | Birmingham City     | 4:4      | 0:5       |
| CF Barcelona         | 6:7    | Hibernian Edinburgh | 4:4      | 2:3       |
| Köln                 | 2:2    | AS Rom              | 0:2      | 2:0       |

### Entscheidungsspiel
|      | Ergebnis |        |
| ---- | -------- | ------ |
| Köln | 1:4      | AS Rom |

## Halbfinale
|                     | Gesamt |                 | Hinspiel | Rückspiel |
| ------------------- | ------ | --------------- | -------- | --------- |
| Inter Mailand       | 2:4    | Birmingham City | 1:2      | 1:2       |
| Hibernian Edinburgh | 5:5    | AS Rom          | 2:2      | 3:3       |

### Entscheidungsspiel
|                     | Ergebnis |        |
| ------------------- | -------- | ------ |
| Hibernian Edinburgh | 0:6      | AS Rom |

## Finale

### Hinspiel
| Birmingham City                                    | Birmingham City | AS Rom | AS Rom |
| -------------------------------------------------- | --- | --- | ------ |
| Birmingham City                                    | \| 27. März 1961 in Birmingham (St. Andrew’s Stadium) \| \| Ergebnis: 2:2 (0:1) \| \| Zuschauer: 21.000 \| \| Schiedsrichter: Robert Davidson ( Schottland) \|                                           | \| 27. März 1961 in Birmingham (St. Andrew’s Stadium) \| \| Ergebnis: 2:2 (0:1) \| \| Zuschauer: 21.000 \| \| Schiedsrichter: Robert Davidson ( Schottland) \|                                                                          | AS Rom |
| Birmingham City                                    | Johnny Schofield – Brian Farmer, Graham Sissons – Terrence Hennessey, Winston Foster, Malcolm Beard – Mike Hellawell, James Bloomfield , James Harris, Bryan Oritt, Bertie Auld Cheftrainer: Gil Merrick | Fabio Cudicini – Alfio Fontana, Giulio Corsini – Luigi Giuliano, Giacomo Losi , Sergio Carpanesi – Alberto Orlando, Dino da Costa, Pedro Manfredini, Antonio Angelillo, Giampaolo Menichelli Cheftrainer: Luis Carniglia ( Argentinien) | AS Rom |
| Birmingham City                                    | 1:2 Hellawell (78.) 2:2 Oritt (85.) | 0:1 Manfredini (30.) 0:2 Manfredini (56.) | AS Rom |
| 27. März 1961 in Birmingham (St. Andrew’s Stadium) | | |        |
| Ergebnis: 2:2 (0:1)                                | | |        |
| Zuschauer: 21.000                                  | | |        |
| Schiedsrichter: Robert Davidson ( Schottland)      | | |        |

### Rückspiel
| AS Rom                                        | AS Rom | Birmingham City | Birmingham City |
| --------------------------------------------- | --- | --- | --------------- |
| AS Rom                                        | \| 11. Oktober 1961 in Rom (Olympiastadion) \| \| Ergebnis: 2:0 (0:0) \| \| Zuschauer: 60.000 \| \| Schiedsrichter: Pierre Schwinté ( Frankreich) \|                                                                                        | \| 11. Oktober 1961 in Rom (Olympiastadion) \| \| Ergebnis: 2:0 (0:0) \| \| Zuschauer: 60.000 \| \| Schiedsrichter: Pierre Schwinté ( Frankreich) \|                                                    | Birmingham City |
| AS Rom                                        | Fabio Cudicini – Alfio Fontana, Giulio Corsini – Paolo Pestrin, Giacomo Losi , Sergio Carpanesi – Alberto Orlando, Francisco Lojacono, Pedro Manfredini, Antonio Angelillo, Giampaolo Menichelli Cheftrainer: Luis Carniglia ( Argentinien) | Johnny Schofield – Brian Farmer, Graham Sissons – Terrence Hennessey, Trevor Smith , Malcolm Beard – Mike Hellawell, James Bloomfield, James Harris, Bryan Oritt, James Singer Cheftrainer: Gil Merrick | Birmingham City |
| AS Rom                                        | 1:0 Brian Farmer (56., Eigentor) 2:0 Paolo Pestrin (90.) | | Birmingham City |
| 11. Oktober 1961 in Rom (Olympiastadion)      | | |                 |
| Ergebnis: 2:0 (0:0)                           | | |                 |
| Zuschauer: 60.000                             | | |                 |
| Schiedsrichter: Pierre Schwinté ( Frankreich) | | |                 |

## Beste Torschützen
| Rang | Spieler            | Klub                | Tore |
| ---- | ------------------ | ------------------- | ---- |
| 1    | Pedro Manfredini   | AS Rom              | 12   |
| 2    | Eddie Firmani      | Inter Mailand       | 5    |
|      | Francisco Lojacono | AS Rom              | 5    |
| 4    | Joe Baker          | Hibernian Edinburgh | 4    |
|      | Johnny Gordon      | Birmingham City     | 4    |
|      | Johnny Harris      | Birmingham City     | 4    |
|      | Sándor Kocsis      | CF Barcelona        | 4    |